# ドノヴァンの贈り物/夢の花園より
『ドノヴァンの贈り物/夢の花園より』（原題：A Gift from a Flower to a Garden）は、イギリスのシンガーソングライター、ドノヴァンが1967年に発表した5作目のスタジオ・アルバム。オリジナルLPは2枚組だったが、再発CDは1枚にまとめられた。

## 背景
LPのディスク1は『ウェア・ユア・ラヴ・ライク・ヘヴン』、ディスク2は『フォー・リトル・ワンズ』と題されており、音楽的には前者がエレクトリック色、後者がアコースティック色を強調している。ドノヴァン自身は、前者が「私と同世代の、結婚生活に入ろうとしている人々への音楽」、後者が「新しい世代の子供たちへの贈り物」と説明している。
ドノヴァンは2枚組での発売にこだわったが、エピック・レコード側は反対し、最終的には個々のアルバムを単体で発売しつつ、ドノヴァンの意向通り2枚組のセットとしても発売する形となり、1967年12月16日の『ビルボード』誌でも、その旨が報じられた。なお、2019年5月24日には、日本の「オールデイズ・レコード」から個々のアルバムに分割した形での再発CDが発売された。
ミッキー・モストがプロデューサーとしてクレジットされているが、実際にモストがプロデューサーとして積極的に携わったのは、シングル用に作られた「天国の愛につつまれて」と「オー・ゴーシュ」だけだったという。

## 反響・評価
1968年1月6日付の『ビルボード』誌の記事では、前年末に発売された個々のアルバムおよび2枚組ボックス・セットのうち、特にボックス・セットの売り上げが好調だと報じられた。アメリカのBillboard 200では最終的に、単体で発売された『ウェア・ユア・ラヴ・ライク・ヘヴン』が60位、『フォー・リトル・ワンズ』が185位に達し、ドノヴァンの意図通りに発売された2枚組セットは、両者より上の19位を記録した。また、本作からのシングル「天国の愛につつまれて」はBillboard Hot 100で23位に達した。
パイ・レコードから発売されたイギリス盤ボックス・セットは、1968年5月5日付の全英アルバムチャートで初登場21位となり、最終的には14週トップ100入りして、最高13位を記録した。
Bruce Ederはオールミュージックにおいて5点満点中4.5点を付け、アルバムの全体像に関して「当時のムーディー・ブルースの平均的なアルバムと比べると、少々風変わりで、より現実離れしている」、アコースティック色の強い曲に関して「以前のサウンドに回帰し、"Sunshine Superman"などエレクトリック色の強いシングル・ヒット曲から離れようとしていた」と評している。

## 収録曲
特記なき楽曲はドノヴァン作。

### ウェア・ユア・ラヴ・ライク・ヘヴン
1. 天国の愛につつまれて[注釈 2] - "Wear Your Love Like Heaven" – 2:27
2. ジョンは逃げていく - "Mad John's Escape" – 2:20
3. スキップ・ア・ロング・サム - "Skip-a-long Sam" – 2:26
4. おひさま - "Sun" – 3:17
5. あの日あの時 - "There Was a Time" – 2:03
6. オー・ゴーシュ - "Oh Gosh" – 1:48
7. コーデュロイを着た男の子 - "Little Boy in Corduroy" – 2:34
8. 緑の木陰で - "Under the Greenwood Tree" (Words by William Shakespeare, Lewis Carroll/ music by Donovan Leitch) – 1:58
9. 夢の世界へ - "The Land of Doesn't Have to Be" – 2:30
10. 誰かが歌っている - "Someone Singing" – 3:06

### フォー・リトル・ワンズ
1. 自然主義者の妻の歌 - "Song of the Naturalist's Wife" – 2:47
2. 魅惑のジプシー - "The Enchanted Gypsy" – 3:22
3. 幻想の中へ - "Voyage into the Golden Screen" – 3:16
4. アイレー島 - "Isle of Islay" – 2:24
5. マンドリン弾きの秘密 - "The Mandolin Man and His Secret" – 3:35
6. レイ・オブ・ザ・ラスト・ティンカー - "Lay of the Last Tinker" – 1:49
7. いかけ屋とカニの話 - "The Tinker and the Crab" – 2:54
8. ショールの未亡人 - "Widow with a Shawl (A Portrait)" – 3:02
9. 春の子守歌 - "The Lullaby of Spring" – 3:27
10. かささぎ - "The Magpie" – 1:31
11. スター・フィッシュ・オン・ザ・トースト - "Starfish-on-the-Toast" – 2:48
12. デロルへの書簡 - "Epistle to Derroll" – 5:48

## 参加ミュージシャン
- ウェア・ユア・ラヴ・ライク・ヘヴン
  - ドノヴァン - ボーカル、アコースティック・ギター、口笛
  - エリック・リース - エレクトリック・ギター
  - マイク・オニール - オルガン、ピアノ、ハープシコード
  - クリフ・バートン - エレクトリックベース
  - ジャック・ブルース - エレクトリックベース(on "Someone Singing")
  - キース・ウェブ - ドラムス
  - キャンディ・ジョン・カー - コンガ、ボンゴ
  - マイク・カー - ヴィブラフォン
  - ハロルド・マクネア - フルート

- フォー・リトル・ワンズ
  - ドノヴァン - ボーカル、アコースティック・ギター、ハーモニカ
  - ケン・バルドック - ストリング・ベース
  - トニー・カー - ドラムス、ベル、コンガ、シンバル
  - キャンディ・ジョン・カー - ボンゴ
  - ハロルド・マクネア - フルート